# Луций Педаний Секунд
Луций Педаний Секунд (на латински: Lucius Pedanius Secundus; † 61 г. в Рим) е политик на Римската империя през 1 век. Произлиза от Барцино в Тараконска Испания.
При император Клавдий той е суфектконсул от март до юли 43 г. заедно с Секст Палпелий Хистер. През 56 г. той става Praefectus urbi. През 61 г. е убит от негов роб. Римският сенат, особено Гай Касий Лонгин, изисква след това по римско право екзекуцията на всичките негови 400 роби. Населението е за освобождението на невинните, но император Нерон се подчинява на искането на сената.
Луций Педаний Секунд е брат на Гней Педаний Фуск Салинатор (суфектконсул 61 г.).